# Ochetellus punctatissimus
Ochetellus punctatissimus é uma espécie de formiga do gênero Ochetellus.